# Horní Kalná
Obec Horní Kalná (německy Ober Kalna) se nachází v okrese Trutnov, kraj Královéhradecký. Žije zde 374 obyvatel.

## Historie
První písemná zmínka o obci pochází z roku 1369.

## Galerie

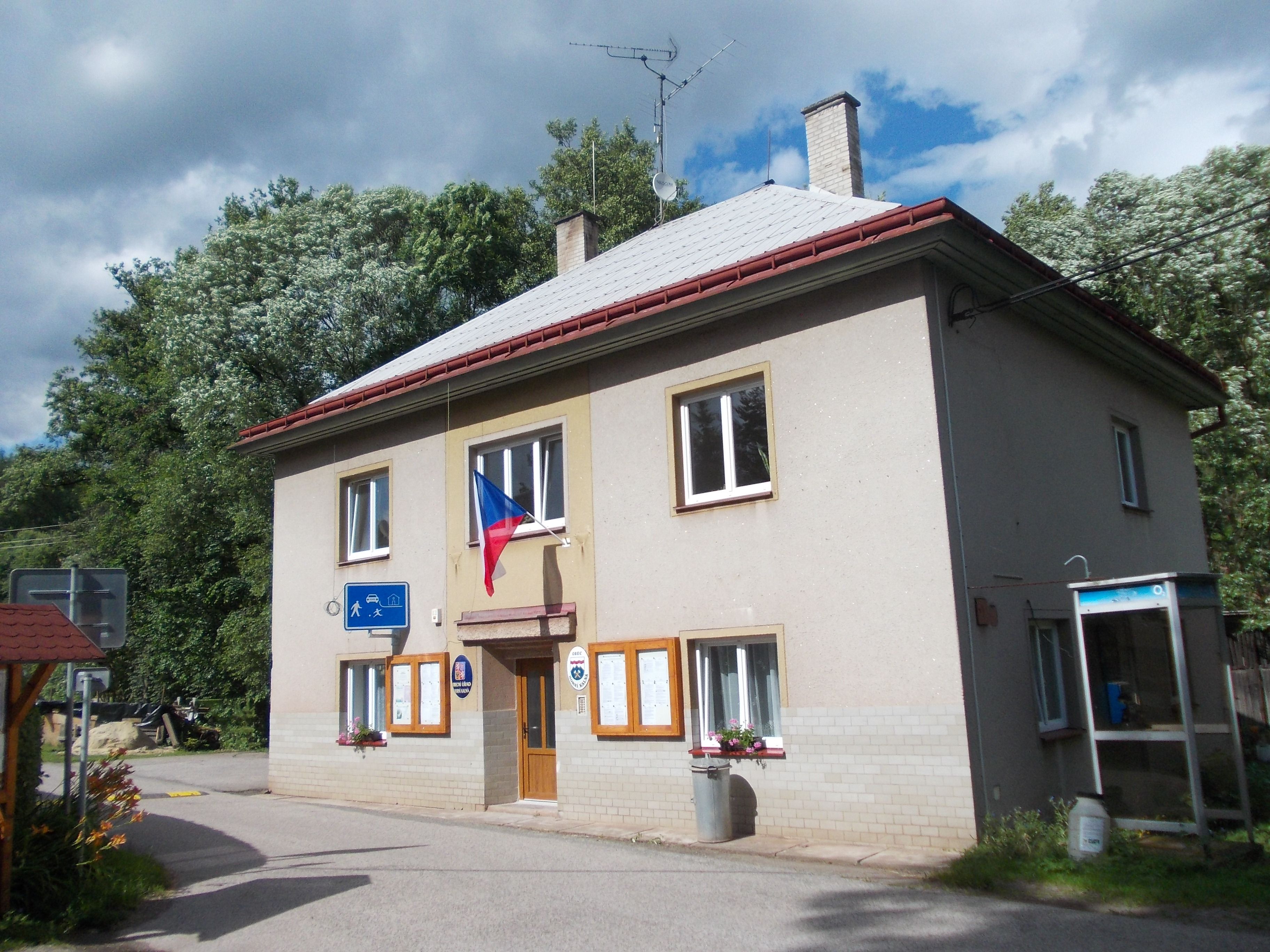
Obecní úřad
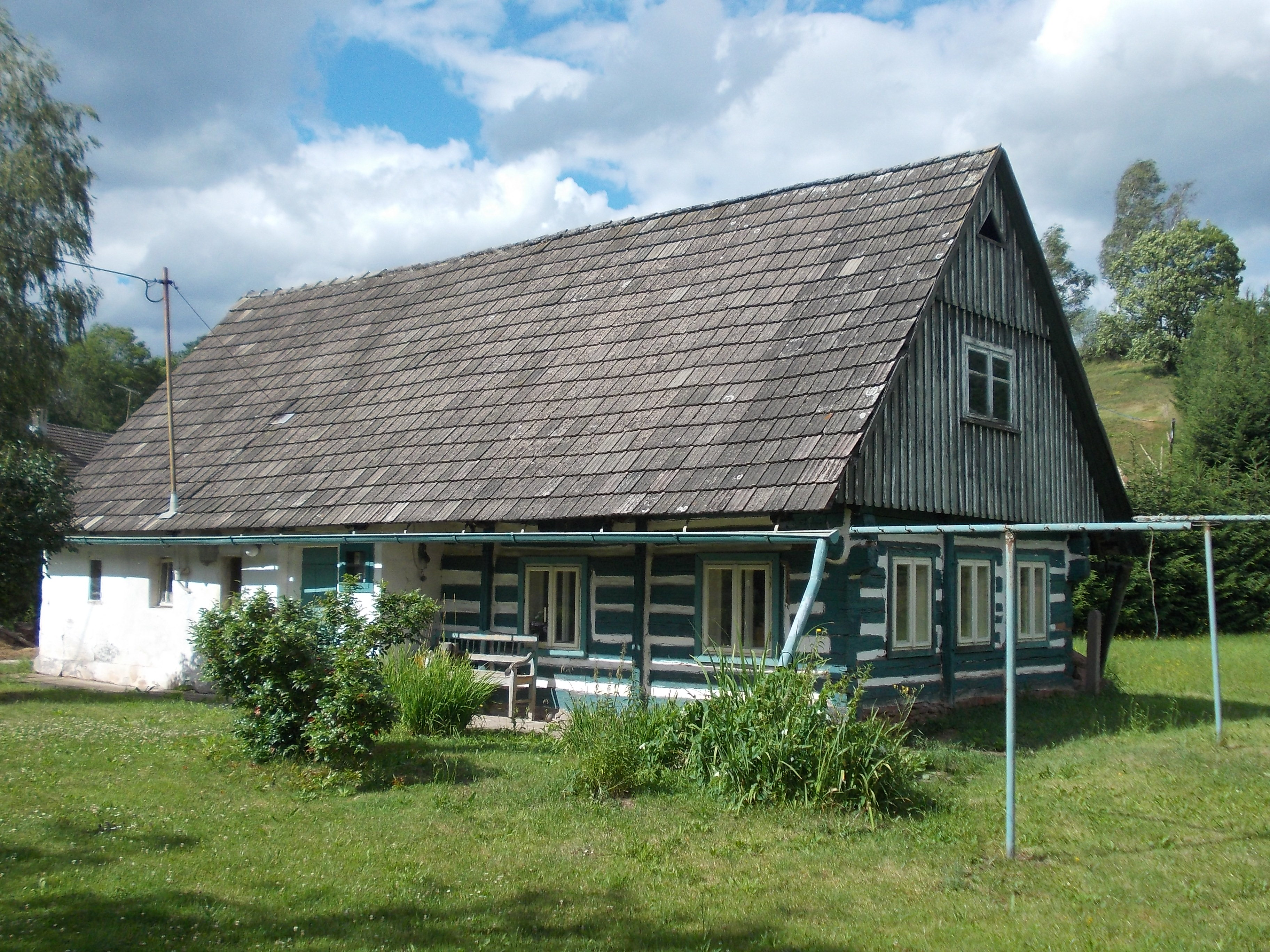
Typické roubené stavení
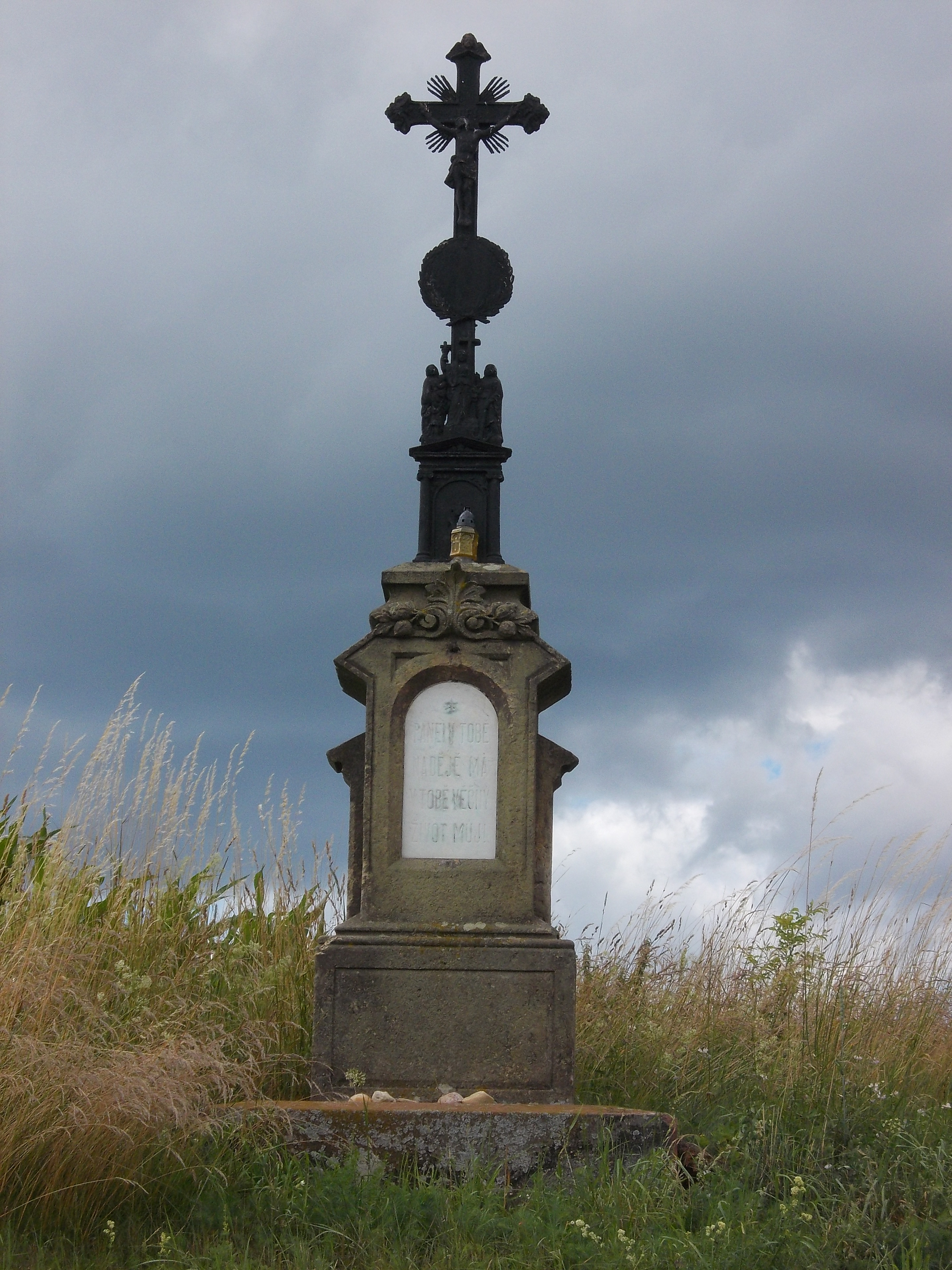
Krucifix u cesty na Kunčice
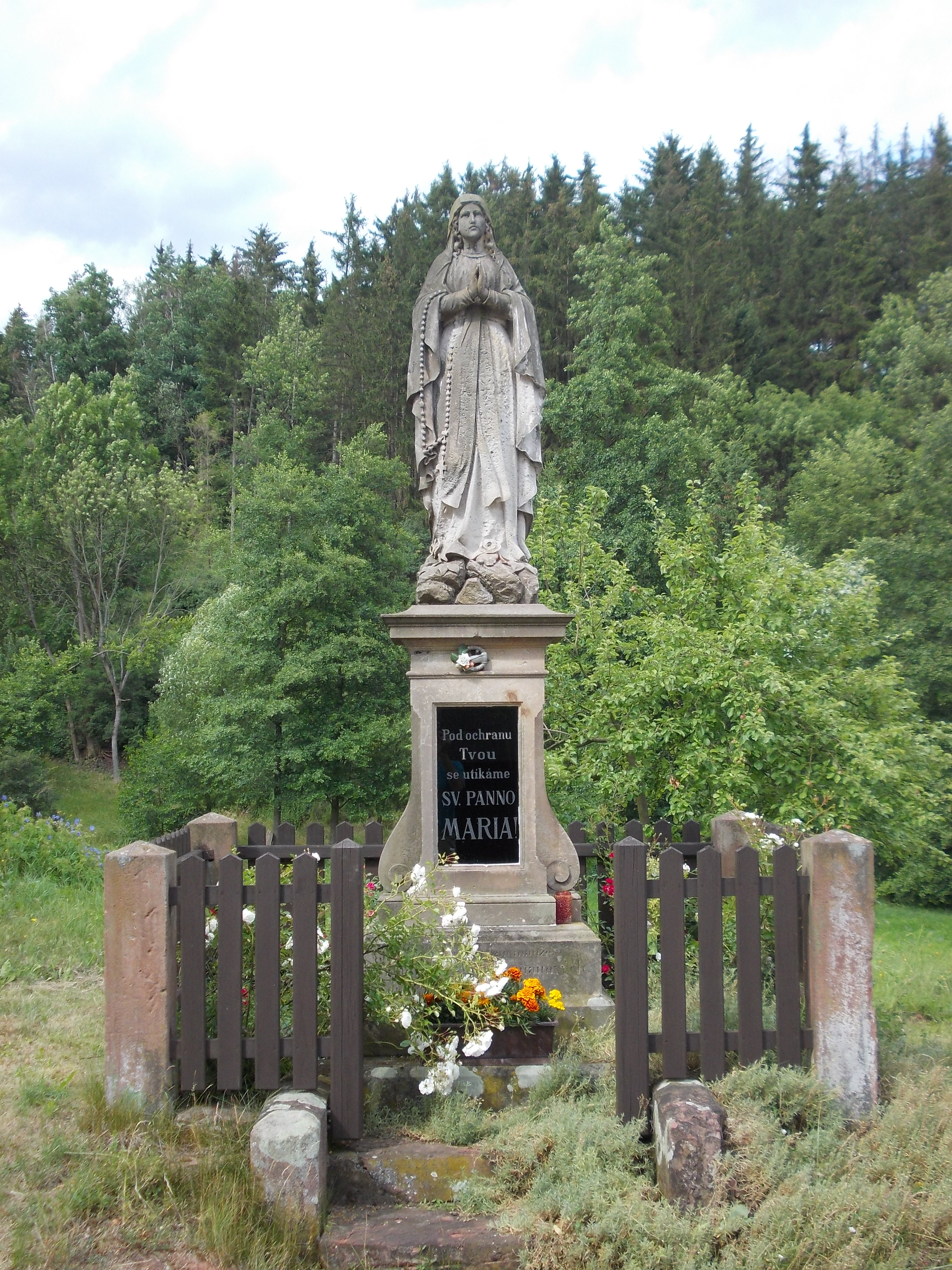
Socha Panny Marie

## Rodáci a osobnosti
- Ludvík Kodym, umělecký sochař a vysokoškolský pedagog[4]